# Ling Hee Leong
Ling Hee Leong (chinois traditionnel : 林熙隆 ; pinyin : Lín Xīlóng) est un homme politique et homme d'affaires malaisien.
Il a été directeur adjoint de la Ligue des jeunes de l'Association des Chinois de Malaisie(MCA) de 2005 à 2008. Il est également le fils de Ling Liong Sik, ancien président de l'MCA.

## Controverses
De 1996 à 1997, Ling Hee Leong a acquis 6 sociétés cotées pour 1,2 milliard de ringgits, ce qui a suscité la polémique. L'incident a été rapporté par CNN.
Le secrétaire général du Parti d'action démocratique, Lim Kit Siang, a présenté un rapport à la Commission malaisienne de lutte contre la corruption le 13 juin 1997 pour enquêter si Ling Hee Leong impliquait un usage abusif de l'influence politique et ministérielle de son père Ling Liong Sik. Le 30 juillet 2003, la Commission anti-corruption a annoncé après 6 ans d'enquête que Ling Hee Leong n'avait rien fait d'illégal dans l'acquisition de sociétés cotées.

## Famille
- Père : Ling Liong Sik
- Mère : Ong Ee Nah
- Frères et sœurs : Ling Hee Keat
- Grand-mère : Seow Tin Choo[4]